# Namibiotalpa fossilis
Namibiotalpa fossilis är en skalbaggsart som beskrevs av Clarke H. Scholtz och Evans 1987. Namibiotalpa fossilis ingår i släktet Namibiotalpa och familjen Ochodaeidae. Inga underarter finns listade i Catalogue of Life.